# Берше
Берше (фр. Bercher) — громада  в Швейцарії в кантоні Во, округ Гро-де-Во.

## Географія
Громада розташована на відстані близько 65 км на південний захід від Берна, 19 км на північ від Лозанни.
Берше має площу 4,3 км², з яких на 16,3% дозволяється будівництво (житлове та будівництво доріг), 56,8% використовуються в сільськогосподарських цілях, 26,2% зайнято лісами, 0,7% не є продуктивними (річки, льодовики або гори).

## Демографія
2019 року в громаді мешкало 1281 особа (+15,5% порівняно з 2010 роком), іноземців було 17%. Густота населення становила 300 осіб/км².
За віковим діапазоном населення розподілялося таким чином: 25,4% — особи молодші 20 років, 59,4% — особи у віці 20—64 років, 15,1% — особи у віці 65 років та старші. Було 508 помешкань (у середньому 2,5 особи в помешканні).
Із загальної кількості 460 працюючих 16 було зайнятих в первинному секторі, 71 — в обробній промисловості, 373 — в галузі послуг.